# Колкер, Борис Михайлович
Борис Михайлович Колкер (при рождении Бо́рух Ми́хелевич Ко́лкер; 24 июля 1921, Сороки — не позднее 2009, Чехия) — молдавский советский историк, доктор исторических наук.

## Биография
Родился в Сороках в семье выходцев из еврейской земледельческой колонии Люблин Михаила (Мехла) Шлёмовича Колкера (1882—1943) и Рахили (Рухл) Моисеевны Колкер (урождённой Шилкрут, 1882—1943). Там же окончил румынскую гимназию «Ксенопол», затем исторический факультет Кишинёвского университета. В начале Великой Отечественной войны, будучи студентом, был эвакуирован с родителями в Труновское, откуда в феврале 1943 года был призван на фронт (лейтенант)
, а оставшиеся там родители и старший брат Хаим погибли во время немецкой оккупации.
Работал на кафедре истории Бельцкого педагогического института, затем младшим и старшим научным сотрудником в Институте истории Академии наук Молдавской ССР в Кишинёве. С начала 1970-х годов — в Институте Африки АН СССР в Москве.
Основные научные труды посвящены вопросам современной истории Румынии, обстоятельствам присоединения Бессарабии к СССР, европейской колониальной политике в Африке.
Умер во время научной конференции в Чехии, похоронен в Москве.

## Основные работы
Монографии
- Колкер Б. М., Левит И. Э.. Внешняя политика Румынии и румыно-советские отношения (сентябрь 1939 — июнь 1941). М.: Наука, 1971. — 199 с.
- Колкер Б. М.. Политика империалистических держав в Африке на рубеже 70-х годов. Институт Африки АН СССР. М.: Наука, 1973. — 140 с.
- Очков М. С., Колкер Б. М., Волкова И. В. Некоторые особенности африканской политики США, Англии, Франции, ФРГ, Японии на современном этапе. Москва: Институт Африки АН СССР, 1976. — 97 с.
- Вишневский М. Л., Козицкий С. С., Колкер Б. М. Империализм и Африка (Экономика, политика, идеология) / Отв. ред. А. А. Громыко. М.: Институт Африки АН СССР, 1977. — 45 с.
- Колкер Б. М.. Африка и Западная Европа: Политические отношения. М.: Наука, 1982. — 216 с.

Статьи
- Колкер Б. М. Из истории вступления Румынии в Первую мировую войну // Известия АН СССР. Серия истории и философии. Т.VII, № 3. 1950. — C. 264—267.
- Колкер Б. М. Национально-освободительная борьба в Румынии в 1941—1944 годах / Б. М. Колкер // Вопросы истории. — 1954. — № 8. — С. 79—85.
- Колкер Б. М. Попытка создания балканского «нейтрального» блока в начале второй мировой войны / Б. М. Колкер. Балканский исторический сборник / Академия наук Молдавской ССР, Институт истории. Кишинёв: Академия наук Молдавской ССР, 1968. — С. 189—222.